# Bernward Wember
Bernward Wember (* 1941 in Berlin-Charlottenburg) ist ein deutscher Medienwissenschaftler, Buchautor und Filmemacher; aus seinen medialen Analyseformen entwickelte er erstmals die Definition der Bild-Text-Schere.

## Leben
Bernward Wember ist der Sohn des Kunsthistorikers Paul Wember und seiner Frau Tomma Wember. Er studierte Philosophie an der Hochschule für Philosophie München sowie Medienpädagogik an der Universität München. Bereits zwischen 1964 und 1969 realisierte er eigene Dokumentar- und Kurzspielfilme, unter anderem für die ARD und das ZDF. Bis Mitte der 70er Jahre war er zudem wissenschaftlicher Mitarbeiter am Institut für Pädagogik II der Universität München.
Als Medienwissenschaftler beschäftigte sich Wember mit der angeblich neutralen Dokumentation und erforschte methodisch die Möglichkeiten zur „reinen“ Objektivität im Dokumentarfilm. Mit seinen Ergebnissen widerlegte Wember den Mythos der wertfreien Berichterstattung und formulierte daraus den Anspruch, dass die Haltung bzw. Motivation der Autoren und Filmemacher unmittelbar erkennbar und damit Teil des Werkes selbst sein sollten.

## Werk
Mit seinen analytischen Arbeiten zur Informationsvermittlung u. a. Objektiver Dokumentarfilm? 1972 erregte Wember großes Aufsehen in Fachkreisen, als er den Begriff der Bild-Text-Schere erstmals prägte. Gleichzeitig hinterfragte er damit das widersprüchliche Auseinanderklaffen des Bildinhalts vom gesprochenen Text als gestalterisches Mittel in Dokumentarfilmen, Nachrichten und Lehrfilmen.
Weitaus radikaler an der Bild-Text-Schere war Wembers Kritik, indem er ihr unmotiviertes Auftauchen als filmische Fehlleistung seitens der Macher beschrieb. Als Beleg zog er für seine Analyse den vermeintlich hervorragenden Dokumentarfilm Bergarbeiter im Hochland von Bolivien 1966 des Instituts für Film und Bild in Wissenschaft und Unterricht (FWU) heran.
Als Pionierfilm des ZDF in eigener Sache war Bernward Wembers Film Wie informiert das Fernsehen? Ein Indizienbeweis zu verstehen. Im Rahmen der ZDF Fernsehreihe Betrifft: Fernsehen (1974–1984), und anhand der Berichterstattungen über den Nordirlandkonflikt, untersuchte Wember die dazu im Fernsehen veröffentlichten Informationen und stellte einen eklatanten Widerspruch zu der damit erreichten Aufklärung fest. Mit großer Publikumsresonanz wurde seine Analyse der audio-visuellen Aufbereitung von Informationen am 11. Dezember 1975 zum ersten Mal ausgestrahlt.
Von 1981 an bekleidete Bernward Wember den Lehrstuhl für „Theorie der audio-visuellen Kommunikation“ an der Hochschule der Künste Berlin (HdK), seit November 2001 Universität der Künste Berlin (UdK), im Fachbereich Gesellschafts- und Wirtschaftskommunikation.
In diese Zeit fiel sein wohl kritischster Fernsehfilm mit dem lakonischen Titel: Vergiftet oder arbeitslos? 1982 für das ZDF. Anhand des bereits im Filmtitel angedeuteten Dilemmas zwischen Umweltschutz und ökonomisch orientierter Nahrungsmittelerzeugung beschrieb Wember den Interessenskonflikt von Chemischer Industrie und ökologischer Landwirtschaft. Bei seiner filmischen Aufklärung wandte er konsequent die von ihm gewonnenen, kommunikationswissenschaftlichen Forschungsergebnisse zur rezeptionsorientierten Aufbereitung von Informationen gegenüber dem Fernsehzuschauer an. Im gleichen Jahr erhielt er dafür den Deutschen Kritikerpreis in der Kategorie „Fernsehen“.
Im Weiteren beschäftigte sich Wember mit Vermittlungsformen im Fernsehen vor, während und nach der Etablierung des bundesdeutschen dualen Rundfunksystems. Aufgrund der Zunahme von dokumentarischen Unterhaltungsformaten im deutschsprachigen Privatfernsehen und bewusst als Anschlussmodell seiner „Bild-Text-Schere“ entwickelte Wember den Begriff der sog. „Bauch-Kopf-Schere“. Damit definierte er das dramaturgische Wechselspiel der Ansprache von Emotion und Ratio beim Zuschauer.
Gegenstand seiner Untersuchung war, inwieweit in dokumentarischen Filmen eine Balance zwischen der Erzeugung von Betroffenheit und Aufklärung über Hintergründe bzw. Zusammenhängen enthalten ist, und welche Konsequenzen für die audio-visuelle Aufbereitung von Informationen erwachsen, um einerseits diese nachhaltig zu vermitteln, andererseits für den gewünschten Unterhaltungswert auf die Erzeugung von Empathie oder Identifikation nicht verzichten zu müssen.
1989, mit seinem Film Elektro-Lähmung – Ein Film gegen die Ohnmacht, bearbeitete Wember den Konflikt, inwiefern das menschliche Bedürfnis zu handeln von seinem Bedürfnis nach Sicherheit blockiert wird.
Zusätzlich zu seinen wissenschaftlichen Analysen und durchgängig mit hohem Anspruch an ihre praktische wie kreative Anwendbarkeit engagierte sich der renommierte Medienwissenschaftler für die Qualitätssicherung im universitären Lehrbetrieb. Bernward Wembers Professur an der Hochschule der Künste Berlin endete im Jahr 2000.

## Spätwerk
Im März 2007 erschien sein Buch Große Steine auf Rügen: Steinmythos und Megalithkultur. Eine Schatzkammer der Steinzeit. Wembers Entdeckungsreise in die Menschheitsgeschichte vor 4000 Jahren ist zudem mit aktuellen Forschungsergebnissen ergänzt.
Im Mai 2015 legte Wember ein weiteres Werk zur Megalithkultur vor: „Menhire der Bretagne. Das Rätsel der stehenden Steine“. Das Buch zeigt zwei Seiten der Arbeitsweise Wembers: Es zeigt einerseits den akribischen Forscher und andererseits eine Ästhetik des Fotografierens, der es gelingt, mit der Abbildung zugleich das Wesen des Objektes sichtbar zu machen.

## Schriften
- Objektiver Dokumentarfilm? – Modell einer Analyse. Colloquium Verlag, Berlin 1972, ISBN 3-7678-0323-2.
- Wie informiert das Fernsehen? List, München 1976, ISBN 3-471-79120-5.
- Vergiftet oder arbeitslos? Ein Sachbilderbuch zum Streit zwischen Umweltschutz und Wirtschaftsinteressen, Der Fall: ZDF – Wember – Chemie. Eichborn Verlag, Frankfurt am Main 1983, ISBN 3-8218-1707-0.
- Fahrbare Stativvorrichtung für eine Filmkamera, insbesondere für Treppenfahrten, Patentschrift DE 37 19665, Deutsches Patentamt 18. August 1988
- Große Steine auf Rügen: Steinmythos und Megalithkultur. Eine Schatzkammer der Steinzeit. Reprint-Verlag Rügen, Bergen 2007, ISBN 978-3-939915-00-3.
- Menhire der Bretagne. Das Rätsel der stehenden Steine. Reprint-Verlag Rügen, Bergen 2015, ISBN 978-3-939915-05-8.

## Fernsehfilme
- Strand ist überall – Dokumentarfilm 1968 ARD (mit Dietmar Müller)
- Die Schaukel – Das kleine Fernsehspiel 1969 ZDF (mit Dietmar Müller)
- Wieso denn ideologisch? Eine Analyse filmischer Fehlleistungen 1972, ZDF-Sendung
- Wie informiert das Fernsehen? Ein Indizienbeweis 1975, ZDF
- Vergiftet oder arbeitslos? 1982, ZDF
- Elektro-Lähmung – Ein Film gegen die Ohnmacht 1989

## Auszeichnungen
- Adolf-Grimme-Preis: Publikumspreis der Marler Gruppe 1973 für „Wieso denn ideologisch?“
- Deutscher Kritikerpreis 1982 für „Vergiftet oder arbeitslos?“
- Karl-Hofer-Preis 1984 für den Satire-Kurzfilm „Atomacho“